# Yuzu
Yuzu (ユズ) (Citrus ichangensis × C. reticulata, antigamente C. junos Siebold ex. Tanaka) é uma fruta cítrica originária do Leste chinês. Acredita-se que seja um fruto híbrido da tangerina com o Citrus ichangensis. Ele se parece um pouco com uma pequena toranja com casca irregular, e pode ser amarelo ou verde dependendo do grau de maturação. As frutas Yuzu, que são muito aromáticas, normalmente medem entre 5,5 e 7,5 centímetros de diâmetro, mas podem ser tão grandes quanto as toronjas (10 centímetros ou mais).

## Descrição

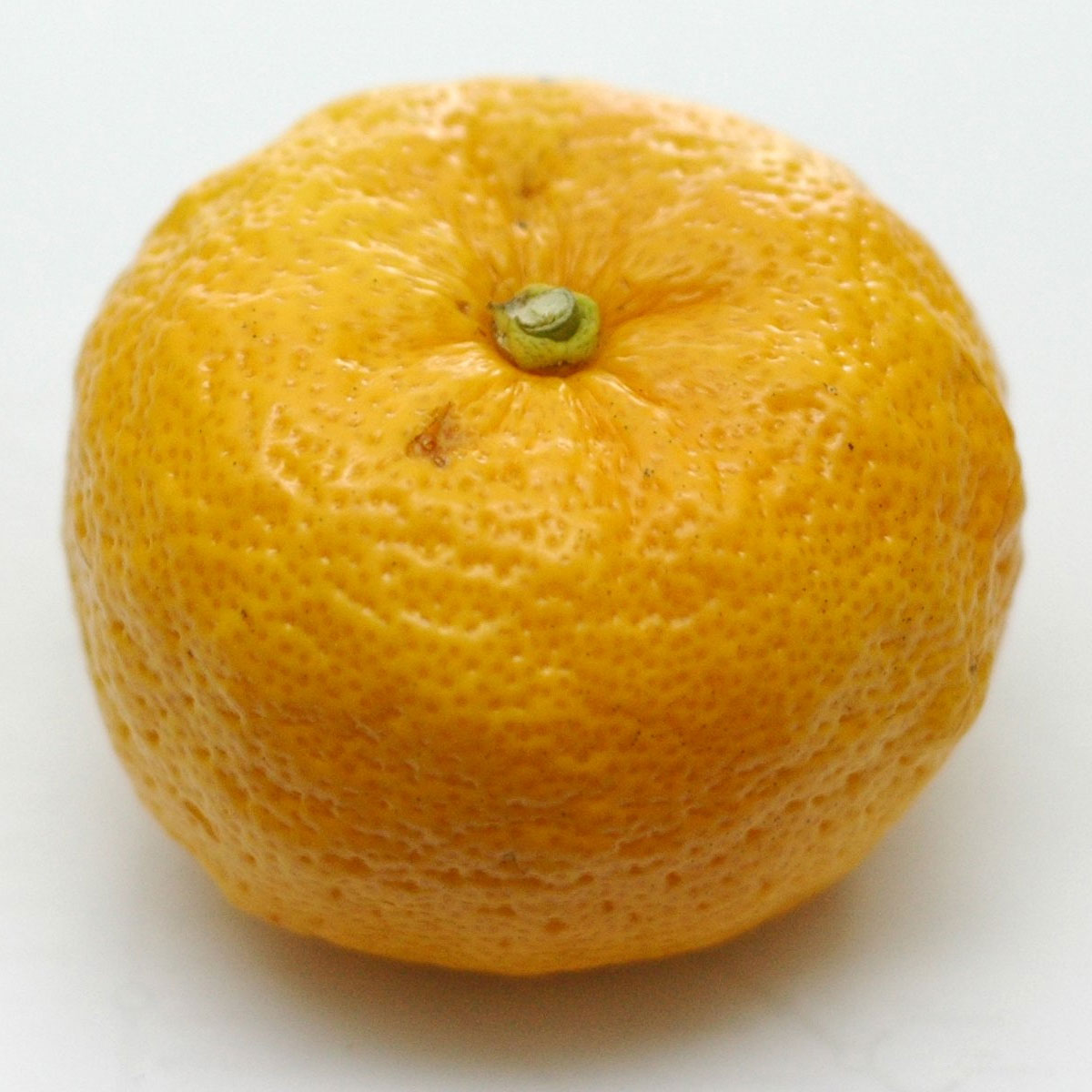
Um grande fruto de Yuzu

O yuzu se forma em um arbusto em uma pequena árvore, que normalmente contém um grande número de galhos. As folhas possuem um grande pecíolo, lembrando aqueles da combava e Citrus ichangensis, além de serem muito perfumadas. Yuzu se parece muito com o sudachi em muitos aspectos; eles compartilham o mesmo ancestral, apesar de o sudachi acabar amadurecendo e ficando com uma cor alaranjada. Há diferenças sutis no sabor da fruta.
O Yuzu se originou na China, e crescendo nas regiões centrais do país e no Tibet. Foi introduzido no Japão e na Coreia durante a Dinastia Tang e é nesses países onde o cultivo é mais intenso. Apesar de contraditório, no chinês moderno, a palavra 柚子 (yòuzi) refere-se ao pomelo, enquanto que o yuzu é conhecido como 香橙 (xiāngchéng).

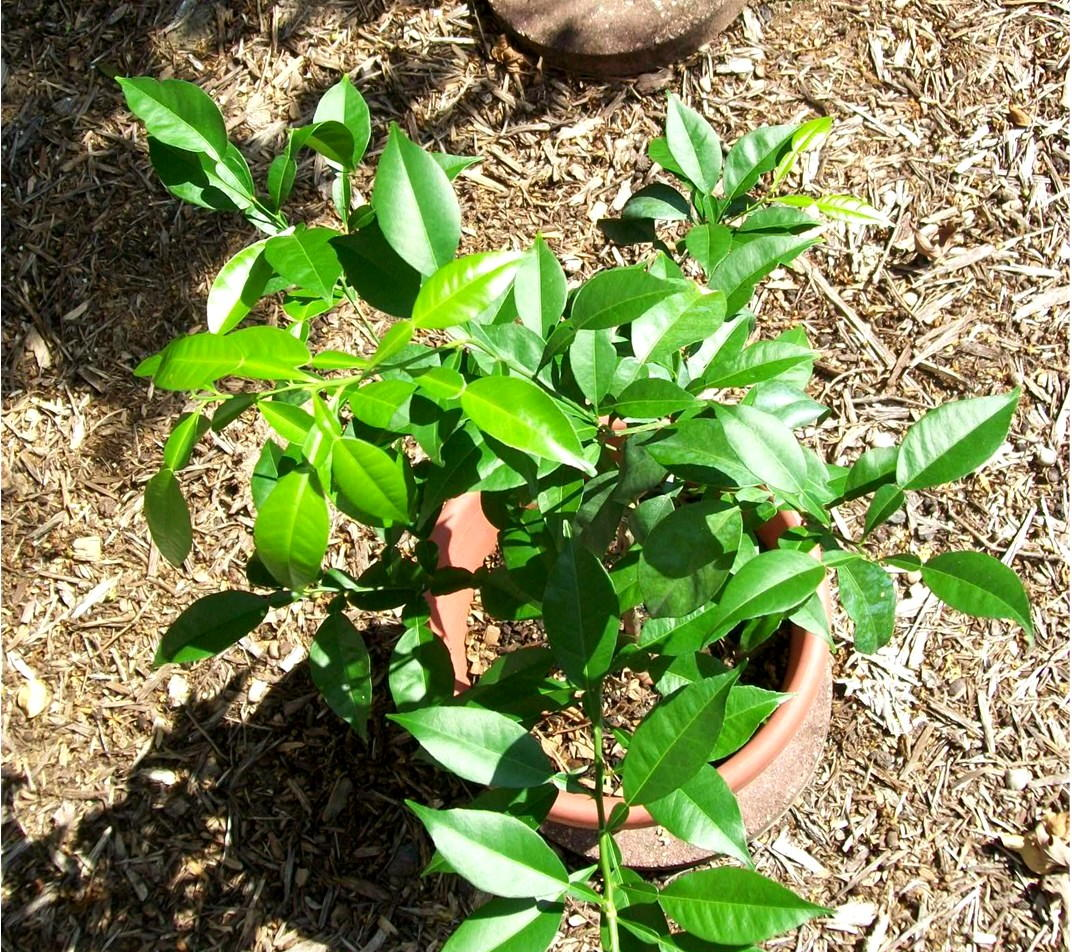
Planta do yuzu

É incomum as plantas cítricas serem resistentes ao frio, entretanto, devido à descendência do Yuzu em relação ao C. ichangensis, ele consegue crescer em regiões com invernos com temperaturas que chegam a -12°C, onde os cítricos mais sensíveis não conseguiram sobreviver. No Japão, uma versão ornamental do yuzu chamado hana yuzu (花ゆず, 花柚子) é cultivado por sua flor, e não pelo seu fruto. Uma variação doce do yuzu conhecido como yuku ficou gravemente ameaçada durante as décadas de 1970 e 1980; uma tentativa foi realizada para reviver essa variedade no sul do Japão.
Outra variedade de yuzu com uma casca nodosa é chamada de shishi yuzu (獅子柚子, literalmente yuzu leão).

## Uso na cozinha japonesa
O sabor do yuzu é ácido, lembrando o da uva, com um toque de tangerina. Raramente ele é comido como uma fruta normal, embora na culinária japonesa sua casca aromática seja usada para decorar alguns pratos, e seu suco seja normalmente usado como tempero, do mesmo modo que se usa o limão em outras cozinhas. É um ingrediente (junto com o sudachi, daidai e outras frutas semelhantes) do ponzu (um molho a base de cítricos) e do vinagre de yuzu. O yuzu também pode ser misturado com mel para se fazer o yuzu hachimitsu (柚子蜂蜜), um tipo de xarope que é usado para se fazer o chá de yuzu (柚子茶, yuzu-cha) e um ingrediente de bebidas alcoólicas. Também é utilizado para se fazer licores e vinhos. O yuzu também pode ser usado para fazer vários tipos de doces, incluindo marmelada e bolo. Yuzu kosho (literalmente "yuzu e pimenta"), é um molho apimentado japonês feito com raspas de yuzu, pimenta verde ou vermelha e sal. Lascas de yuzu também são usadas para enfeitar um prato salgado chamado chawanmushi, bem como missoshiru. Ele é frequentemente usado com o sudachi e o kabosu.

## Uso na cozinha coreana
Na culinária coreana, o yuzu (chamado de yuja em coreano) é usado, em fatias finas e misturado com açúcar e mel, para fazer um xarope parecido com marmelada contendo pedaços de casca picados e a própria fruta. Uma colher desse xarope (que pode ser feito em casa ou comprado em potes de vidro) misturado com um copo de água quente é o suficiente para se preparar uma bebida chamada yujacha (유자차; também escrito yujacha ou yuja-cha, sendo que cha significa "chá" em coreano), que também é usado como um remédio natural para a gripe comum e outras doenças semelhantes.
Ele também é usado para se preparar o yuja hwachae, uma variação do tradicional ponche de frutas.

## Uso na culinária ocidental
No começo do século XXI, o yuzu foi gradativamente sendo usado pelos chefes de cozinha nos Estados Unidos e em outros países ocidentais, recebendo atenção em um artigo de 2003 no The New York Times. A Hartwall, uma fabricante finlandesa de refrigerantes, lançou uma edição limitada de soda que contém yuzu. O yuzu também foi utilizado em cervejas na Holanda, sendo chamada de iKi, e em uma cidra finlandesa chamada Gonden Cap Black, produzida na Finlândia. Em 2018 o Brasil passou a ter seu primeiro licor de Yuzu produzido e comercializado no país, no interior de São Paulo pela Destilaria Sapucaia.

## Outros usos
O yuzu também é conhecido por sua forte aroma, sendo que o óleo de sua casca é vendido como fragrância. No Japão, tomar banho com yuzu no solstício de inverno é um costume popular. Os frutos inteiros são deixados flutuando na água quente do banho (às vezes dentro de uma bolsa) liberando seu aroma. A fruta também pode ser cortada pela metade, permitindo que seu suco cítrico se misture com a água do banho. Acredita-se que o yuzuyu, ou banho de yuzu, protege contra gripes, aquece o corpo e relaxa a mente.
O corpo do taepyeongso, um oboé tradicional coreano, muitas vezes é produzido com a madeira do yuzu.